# Джераче
Джераче (італ. Gerace, сиц. Jeraci) — муніципалітет в Італії, у регіоні Калабрія,  метрополійне місто Реджо-Калабрія‎.
Джераче розташоване на відстані близько 520 км на південний схід від Рима, 80 км на південний захід від Катандзаро, 55 км на схід від Реджо-Калабрії.
Населення — 2690 осіб (2014).

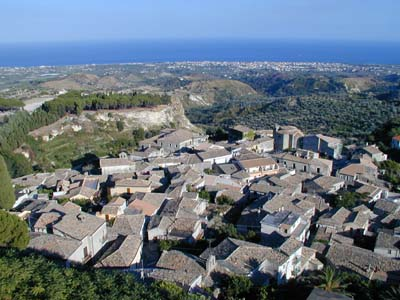

Щорічний фестиваль відбувається 23 серпня. Покровитель — Antonio del Castello.

## Демографія
Населення за роками:

Станом на 1 січня 2023 року в муніципалітеті офіційно проживали 34 іноземці з 11 країн, серед них 13 громадян країн Євросоюзу та 2 громадяни України.

## Сусідні муніципалітети
- Аньяна-Калабра
- Антоніміна
- Каноло
- Читтанова
- Локрі
- Сідерно